# Mścisław Niemy
Mścisław Niemy (zm. przed 1227) – książę peresopnicki i łucki z dynastii Rurykowiczów, syn Jarosława - pierwszego księcia łuckiego i księcia kijowskiego, brat Ingwara, ojciec Iwana. 
W roku 1180 po śmierci ojca wydzielono mu dzielnicę ze stolicą w Peresopnicy. Po śmierci swojego starszego brata Ingwara (około 1220 r.) Mścisław przejął księstwo łuckie. 

Książę halicki w 1213 r. Jego poprzednikiem na tronie halickim był Daniel Halicki a następcą Władysław Kormilczyc.
Zmarł po bitwie nad Kałką, a przed 1227 rokiem.